# سد شیائولنگی
سد شیائولنگی (به لاتین: Xiaolangdi Dam) یک سد و نیروگاه برقابی در چین است که در جیوان واقع شده‌است.